# Восьмой Толедский собор
Восьмой Толедский собор (лат. Concilium Toletanum VIII) начался 16 декабря 653 года в церкви Святых Апостолов в Толедо в Вестготском королевстве. На нём присутствовали пятьдесят два епископа лично, в том числе престарелый Гавинио из Калаорры, участвовавший в Четвёртом Толедском соборе 633 года, и еще десять делегатов, десять аббатов, а также протоиерей и примицерий собора. Также впервые в обсуждении, голосовании и утверждении актов собора участвовали светские чиновники, шестнадцать графов-палатинов.
Это был второй из двух советов, созванных королём Хиндасвинтом вместе с его соправительствующим сыном Реккесвинтом. Восьмой Толедский собор был уникальным по своему созыву, поскольку Хиндасвинт написал том епископам с описанием проблем, которые он хотел, чтобы они рассмотрели.